# Reinhard Goebel
Reinhard Goebel (Siegen, 31 luglio 1952) è un violinista e direttore d'orchestra tedesco, esperto di musica barocca.

## Biografia
All'età di dodici anni sua madre gli diede le sue prime lezioni di violino. I suoi insegnanti come violinista sono stati Franzjosef Maier, direttore del Collegium Aureum, e Saschko Gawriloff, un esperto di fama mondiale nelle esecuzioni più moderne e difficili al "Folkwangschule" ad Essen. Dopo il diploma proseguì gli studi con Eduard Melkus e Marie Leonhardt a Vienna. All'università di Colonia Reinhard Goebel ha seguito gli studi di musicologia ed ha acquisito la conoscenza di un vasto repertorio, che privilegia in particolar modo musica barocca tedesca.
Nel 1973 fondò il suo complesso Musica Antiqua Köln e con esso si dedicò allo studio e alla esecuzione della musica barocca, con una particolare attenzione alla corretta prassi esecutiva del tempo e all'utilizzo di strumenti originali. Da molti anni la sua Kölner Schule è una tappa formativa obbligata per ogni giovane violinista che vuole dedicarsi al repertorio barocco.
Nel 1990 ha dovuto interrompere la sua carriera violinistica a causa di una paresi alla mano sinistra. Non si è però dato per vinto e ha riappreso da capo le tecniche con il suo strumento, imparando a suonarlo sull'altro lato del corpo "alla rovescia". Negli ultimi tempi si è dedicato maggiormente alla direzione di orchestre straniere, soprattutto quelle che si occupano di ricerca sulla strumentazione originale, alla continua ricerca del vero suono del XVIII secolo.
Nel 1997 ha ricevuto lo Staatspreis des Landes Nordrhein-Westfalen dalla mano del primo ministro Johannes Rau e nel 2002 ha vinto il premio Telemann a Magdeburgo.
Nel 2007 ha ritenuto conclusa l'esperienza del suo ensemble Musica Antiqua Köln che ha provveduto a scioglier dopo quasi 35 anni di successi riscossi in molti paesi del mondo.
Goebel oggi collabora con solisti, cori ed orchestre di tutto il mondo ed è considerato tra i maggiori esperti nella pratica della musica antica eseguita filologicamente su strumenti originali.

## Opere
Con il suo complesso, Musica Antiqua Köln, fondato nel 1973, ha registrato innumerevoli musiche di autori del XVII e XVIII secolo sia già noti presso il grande pubblico (come Johann Sebastian Bach) sia meno popolari.
Ha presto ottenuto un contratto esclusivo con la etichetta discografica Archiv Produktion della Deutsche Grammophon presso la quale ha registrato l'intera letteratura orchestrale e per violino di Johann Sebastian Bach, le sonate del rosario di Heinrich Ignaz Franz Biber, numerose opere di Georg Philipp Telemann, Johann David Heinichen, Johann Rosenmüller, Johann Pachelbel e Francesco Maria Veracini.
Le sue registrazioni hanno ottenuto numerosi premi discografici tra i quali numerosi Gramophone Awards, il Siemens-Förderpreis, il Telemann-Preis di Magdeburgo e il Förderpreis des Landes Nordrhein-Westfalen.

## Discografia
Reinhard Goebel ha inciso numerosi dischi per Archiv Produktion con il suo ensemble Musica Antiqua Köln fino al suo scioglimento nel 2007.
Quello che segue è l'elenco di incisioni realizzate successivamente come direttore di altre orchestre:
- 2000 - Musiques à la cour de Savoie, con l'Orchestre des Pays de Savoie (Calliope)
- 2007 - Johann Christoph Vogel, Concerti Brillanti, con la Münchener Kammerorchester (Sony Classical)
- 2007 - Mozart in Paris, con la Bayerische Kammerphilharmonie; Yura Lee, violino (Oehms Classics)
- 2008 - Johann Christoph Vogel, Three symphonies, con la Bayerische Kammerphilharmonie (Oehms Classics)
- 2009 - Telemann, Graupner e Schultze, Blockflötenkonzerte, con Dorothee Oberlinger (Deutsche Harmonia Mundi)
- 2010 - Mozart in Italien, con la Bayerische Kammerphilharmonie; Mirijam Contzen, violino (Oehms Classics)